# 560
560（五百六十、ごひゃくろくじゅう）は自然数、また整数において、559の次で561の前の数である。

## 性質
- 560は合成数であり、約数は 1, 2, 4, 5, 7, 8, 10, 14, 16, 20, 28, 35, 40, 56, 70, 80, 112, 140, 280, 560 である。
  - 約数の和は1488。
    - 136番目の過剰数である。1つ前は558、次は564。
- 560 = 1 + 3 + 6 + 10 + 15 + 21 + 28 + 36 + 45 + 55 + 66 + 78 + 91 + 105
  - 14番目の三角錐数である。1つ前は455、次は680。
  - 560 = 22 + 42 + 62 + 82 + 102 + 122 + 142
    - 連続偶数の平方和とみたとき1つ前は364、次は816。
- 約数の和が560になる数は4個ある。(228, 316, 351, 417) 約数の和4個で表せる11番目の数である。1つ前は546、次は624。
- 各位の和が11になる51番目の数である。1つ前は551、次は605。
- 560 = 42 + 122 + 202
  - 3つの平方数の和1通りで表せる109番目の数である。1つ前は544、次は568。(オンライン整数列大辞典の数列 A025321)
  - 異なる3つの平方数の和1通りで表せる130番目の数である。1つ前は556、次は562。(オンライン整数列大辞典の数列 A025339)
- 560 = 13 + 63 + 73
  - 3つの正の数の立方数の和1通りで表せる73番目の数である。1つ前は557、次は566。(オンライン整数列大辞典の数列 A025395)
  - 異なる3つの正の数の立方数の和1通りで表せる34番目の数である。1つ前は547、次は567。(オンライン整数列大辞典の数列 A025399)
  - n = 3 のときの 1n + 6n + 7n の値とみたとき1つ前は86、次は3698。(オンライン整数列大辞典の数列 A074520)
- 560 = 43 + 43 + 63 + 63
  - 4つの正の数の立方数の和で表せる143番目の数である。1つ前は559、次は561。(オンライン整数列大辞典の数列 A003327)
- 560 = 54 − 34 + 24
  - n = 4 のときの 5n − 3n + 2n の値とみたとき1つ前は106、次は2914。(オンライン整数列大辞典の数列 A135159)
- 560 = 24 × 5 × 7
  - 3つの異なる素因数の積で p4 × q × r の形で表せる4番目の数である。1つ前は528、次は624。(オンライン整数列大辞典の数列 A179644)
  - 560 = 28 × 20
    - 完全数28の倍数である。1つ前は532、次は588。(オンライン整数列大辞典の数列 A135628)
- n = 560 のとき n と n + 1 を並べた数を作ると素数になる。n と n + 1 を並べた数が素数になる71番目の数である。1つ前は552、次は566。(オンライン整数列大辞典の数列 A030457)
- 560 = 242 − 16
  - n = 24 のときの n2 − 16 の値とみたとき1つ前は513、次は609。(オンライン整数列大辞典の数列 A028566)
- 560 = 272 − 169
  - n = 27 のときの n2 − 132 の値とみたとき1つ前は507、次は615。(オンライン整数列大辞典の数列 A132768)

## その他 560 に関連すること
- 西暦560年。
- ThinkPadのモデルの一つ、ThinkPad 560。
- メルセデス・ベンツの乗用車の車種名、560SE,560SEL,560SECなど。
- 名鉄モ560形電車は名古屋鉄道で使用されていた電車の一形式。下記2種が存在した。
  - 名鉄モ560形電車 (初代) - 瀬戸電気鉄道ホ103形電車を参照
  - 名鉄モ560形電車 (2代) - 北陸鉄道モハ2200形電車を参照。
- 鈴木啓示が記録した通算被本塁打560本は、2008年現在、日本記録である（世界記録ともいわれている）。